# Slupčane
Slupčane (albanska: Sllupçanje, makedonska: Слупчане) är en ort i Nordmakedonien. Den ligger i kommunen Lipkovo, i den norra delen av landet, 25 kilometer nordost om huvudstaden Skopje. Slupčane ligger 413 meter över havet och antalet invånare är 2 658.